# 7993 Johnbridges
7993 Johnbridges este o planetă minoră (asteroid), cu un diametru de 8,461 km, din centura de asteroizi. A fost descoperită pe 16 octombrie 1982 la Observatorul Kleť de Antonín Mrkos și a fost numită după John C. Bridges⁠(d). 
Obiectul prezintă o orbită caracterizată de o semiaxă mare de 2,9236602 UAi, o excentricitate de 0,13, o înclinație de 2,59443 ° în raport cu ecliptica.